# Pteronisis whiteleggei
Pteronisis whiteleggei is een zachte koraalsoort uit de familie Isididae. De koraalsoort komt uit het geslacht Pteronisis. Pteronisis whiteleggei werd in 1911 voor het eerst wetenschappelijk beschreven door Thomson & Mackinnon. 